# Fournier RF-8
Pour les articles homonymes, voir Fournier.
Le Fournier RF-8 est un monoplan biplace d’école de début. 
Ce biplace en tandem, version métallique du RF-5 fut construit chez Indraero, un sous-traitant aéronautique de l'Indre, en 1972 sur un programme de l’Armée de l'air, qui envisageait plusieurs applications à un appareil de 115 ch, équipé IFR et certifié pour la voltige. Le prototype [F-WSOY] fut présenté au Salon du Bourget en 1973 et baptisé ‘U-2 du pauvre’, mais on en resta là. Les raisons pour lesquelles cet appareil ne fut pas retenu restent à déterminer.
Ce prototype a été stocké démonté chez Indraéro-Siren (groupe Lisi Aerospace) avant d'être transféré en juin 2013 au
Musée régional de l'air d'Angers-Marcé où il a été restauré.
L'appareil a été inauguré le 2 septembre 2017, après avoir été restauré, lors d'une cérémonie en présence de son créateur, René Fournier.